# Dialogue du Sauveur

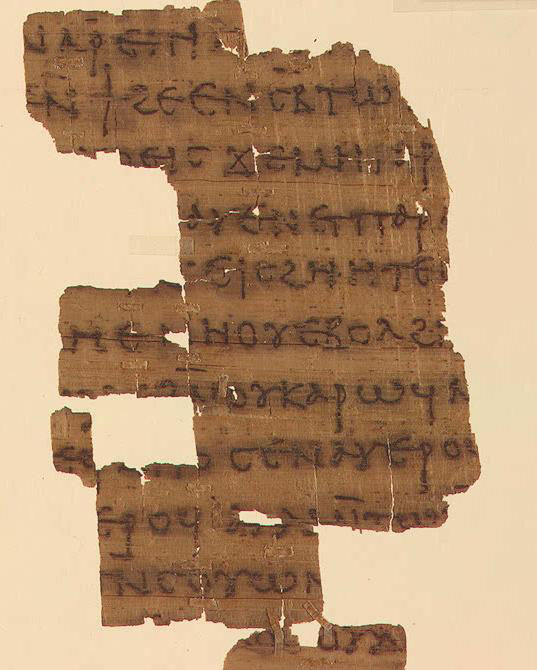
Fragment de papyrus contenant le Dialogue du Sauveur,
(Yale Beinecke Library)

Le Dialogue du Sauveur est un écrit apocryphe chrétien teinté de gnosticisme dont la rédaction remonte à la fin du IIIe ou au début du IVe siècle. Il figure dans la cinquième partie du codex III de Nag Hammadi. Rédigé en copte, probablement sur base d'un original grec, le document fait partie du genre littéraire répandu des « dialogues de révélation ».

## Le document
Seul document de Nag Hammadi à être appelé « Dialogue », ce texte était inconnu avant sa découverte en 1945, et on n'en trouve aucune mention dans les différentes littératures chrétiennes, tant orthodoxes qu'hétérodoxes. La doctrine dont il est porteur se rapproche davantage des traditions hermétiques et des logia (« paroles ») de Jésus telles que présentées dans l’Évangile selon Thomas, que des récits canoniques du Nouveau Testament, ou même de la Source Q.

## Le  titre
Le titre Dialogue du Sauveur apparaît doublement comme pour la plupart des documents du codex III : dans l'incipit de la page 120 ainsi que dans le colophon du traité où les premières lettres ont disparu.
Le « titre » de ce texte d'un genre littéraire répandu est étonnant, car il est inhabituel de désigner un « dialogue » par un seul des interlocuteurs de celui-ci, quoique ce genre d'exception ne soit pas rare et, en tout état de cause, les « dialogues » antiques ne sont pas souvent désignés comme tels.

## Contenu
Le texte relève du genre littéraire du « dialogue de révélation » répandu chez les gnostiques, caractérisé par une relation maître-disciple cadrée dans un schéma question-réponse dans une visée doctrinale dont sont absentes les polémiques, destinée à l'instruction ou l'édification des communautés auxquelles il s'adresse. Certains chercheurs y voient des ouvrages apologétiques destinés à raffermir la doctrine gnostique face à ses opposants. Le texte n'a aucune portée missionnaire, ne comportant aucun élément destiné à convaincre des non-initiés ; il ne constitue pas davantage un document doctrinal pour nouveaux initiés.
Ce genre de dialogue, bien que singulier aux communautés gnostiques, est inspiré de la littérature hermétique, qui emprunte au dialogue philosophique et au modèle hellénistique des « erotapokriseis », les « questions-réponses » usitées dans des débats jurisprudentiels ou d'exégèse homérique.
Le Dialogue du Sauveur s'ouvre sur un discours du Sauveur à ses disciples, leur expliquant le chemin de l'âme vers le repos, après la dissolution du corps et les obstacles qu'elle y rencontre. Plutôt qu'au Christ ressuscité, le Sauveur semble s'y apparenter davantage au Jésus terrestre avant qu'il ait atteint l'étape de la dissolution. Le document se poursuit par un dialogue entre le Sauveur et ses disciples – particulièrement Matthieu, Marie et Jude, le « frère jumeau du Seigneur » – sous forme de brèves questions et réponses. Certaines réponses sont plus longues et intègrent des éléments cosmologiques et le dialogue fait parfois place à des actions. On y trouve également des visions apocalyptiques.
Le Dialogue du Sauveur est moins ésotérique que l'Évangile de Thomas avec lequel il partage cependant un certain manque d'organisation dans la structure, qui correspond peut-être à un procédé d'obscurcissement délibéré du texte afin de ne pas rendre trop évidente la révélation dont il est porteur et de stimuler l'intellect pour atteindre la « vérité ».

## Influence gnostique
Le Dialogue du Sauveur ne peut être considéré comme récit gnostique au sens strict même si différents éléments attestent de sa conception dans un milieu gnostique : en effet, aucun mythe gnostique qui pourrait permettre l'interprétation de ces éléments n'y figure. Le Dialogue affiche des éléments gnostiques mineurs, inspirés en partie d'un valentinisme épuré de ses éléments radicaux, peut-être en vue d'un rapprochement avec l'orthodoxie.